# Greco (cépage)
Pour les articles homonymes, voir Greco.
Le Greco est un cépage blanc italien cultivé dans le sud de l'Italie. Il a vraisemblablement été importé de Grèce au VIIe siècle AC. Les analyses ADN ont démontré qu'il était différent du Greco Bianco surtout cultivé en Calabre.
Le Greco est la base du Greco di tufo DOCG produit en Campanie, il produit un vin d'une couleur jaune doré. Il entre dans la composition du Capri bianco (it), avec le falanghina, et dans celle du Lacryma Christi del Vesuvio. Il est également cultivé dans les Pouilles, en Calabre, dans le Latium, la Toscane et l'Ombrie.
Mûrissement tardif et sensibilité au mildiou

## Synonymes
Les synonymes du Greco sont : Aspirinio, Greco di tufo, Greco del Vesuvio, Greco del torre, Greco di Castelvenere.

## Source
- Pierre Galet, Dictionnaire encyclopédique des cépages et de leurs synonymes, Libre & Solidaire, 2018, 1200 p., p. 498.